# Tilge, Höchster, meine Sünden
Tilge, Höchster, meine Sünden, BWV 1083, ist eine Kirchenkantate von Johann Sebastian Bach. Die Komposition ist eine Bearbeitung aus den 1740er Jahren von Giovanni Battista Pergolesis Stabat mater, das 1736 entstanden war. Bach benutzte als neuen Text eine Nachdichtung von Psalm 51 eines unbekannten Verfassers, vertonte ihn als Psalmkantate für Sopran und Alt, Streicher und Basso continuo und bezeichnete das Werk als Motetto. Einige der 14 Sätze werden traditionell von einem zweistimmigen Chor gesungen. Die Komposition erschien erstmals 1962 im Hänssler Verlag. Eine kritische Ausgabe, die auf dem später gefundenen Aufführungsmaterial Bachs beruht, erschien 1989 ebenfalls bei Hänssler und wurde später vom Carus-Verlag übernommen. Im Jahr 2000 erschien die Kantate ferner im Rahmen der Neuen Bach-Ausgabe. Das Werk interessiert Musikwissenschaftler als ein Beispiel dafür, wie Bach Musik seiner Zeit, doch in anderer Tradition, bearbeitete.

## Geschichte
Tilge, Höchster, meine Sünden ist eine Bearbeitung des Stabat Mater, das Giovanni Battista Pergolesi kurz vor seinem Tod 1736 komponiert hatte. Pergolesis Werk war von Anfang an erfolgreich, verbreitete sich über ganz Europa und wurde oft bearbeitet, zum Beispiel von Johann Adam Hiller, der es 1774 in einer Übersetzung von Klopstock für eine Passionskantate benutzte.
Bach hingegen wählte einen anderen Text, eine gereimte Nachdichtung von Psalm 51 eines unbekannten Autors. Bach schrieb seine Version in den 1740er Jahren, in der er die Singstimmen bereicherte, der Bratsche eine eigenständige Funktion gab und Sätze umstellte. Er nannte sein Werk Motetto, was durchaus der zeitgenössischen Definition von Johann Gottfried Walther in seinem Musikalischen Lexikon von 1732 entspricht: „Motetto [...] ist eigentlich eine mit Fugen und Imitationibus stark ausgeschmückte, und über einen Biblischen Spruch bloß zum Singen ohne Instrumente (den Generalbaß ausgenommen) verfertigte musicalische Composition; doch können die Singstimmen auch mit allerhand Instrumenten besetzt und verstärkt werden.“
Eine erste Aufführung in Leipzig wird 1746/47 vermutet, also bevor Pergolesis Werk 1748 erstmals im Druck erschien. Es ist die erste nachgewiesene Aufführung der Musik in Deutschland.

## Text
1. Tilge, Höchster, meine Sünden,
Deinen Eifer lass verschwinden,
Lass mich deine Huld erfreun.
2. Ist mein Herz in Missetaten
Und in große Schuld geraten,
Wasch es selber, mach es rein.
3. Missetaten, die mich drücken,
Muss ich mir itzt selbst aufdrücken,
Vater, ich bin nicht gerecht.
4. Dich erzürnt mein Tun und Lassen,
Meinen Wandel musst du hassen,
Weil die Sünde mich geschwächt.
5. Wer wird seine Schuld verneinen
Oder gar gerecht erscheinen?
Ich bin doch ein Sündenknecht.
Wer wird, Herr, dein Urteil mindern,
Oder deinen Ausspruch hindern?
Du bist recht, dein Wort ist recht.
6. Sieh! ich bin in Sünd empfangen,
Sünde wurde ja begangen,
Da, wo ich erzeuget ward.
7. Sieh, du willst die Wahrheit haben,
Die geheimen Weisheitsgaben
Hast du selbst mir offenbart.
8. Wasche mich doch rein von Sünden,
Dass kein Makel mehr zu finden,
Wenn der Isop mich besprengt.
9. Lass mich Freud und Wonne spüren,
Dass die Beine triumphieren,
Da dein Kreuz mich hart gedrängt.
10. Schaue nicht auf meine Sünden,
Tilge sie, lass sie verschwinden,
Geist und Herze schaffe neu.
Stoß mich nicht von deinen Augen,
Und soll fort mein Wandel taugen,
O, so steh dein Geist mir bei.
Gib, o Höchster, Trost ins Herze,
Heile wieder nach dem Schmerze.
Es enthalte mich dein Geist.
Denn ich will die Sünder lehren,
Dass sie sich zu dir bekehren
Und nicht tun, was Sünde heißt.
Lass, o Tilger meiner Sünden,
Alle Blutschuld gar verschwinden,
Dass mein Loblied, Herr, dich ehrt.
11. Öffne Lippen, Mund und Seele,
Dass ich deinen Ruhm erzähle,
Der alleine dir gehört.
12. Denn du willst kein Opfer haben,
Sonsten brächt ich meine Gaben,
Rauch und Brand gefällt dir nicht.
Herz und Geist, voll Angst und Grähmen,
Wirst du, Höchster, nicht beschämen.
Weil dir das dein Herze bricht.
13. Lass dein Zion blühend dauern,
Baue dir verfallne Mauern,
Alsdenn opfern wir erfreut,
Alsdenn soll dein Ruhm erschallen,
Alsdenn werden dir gefallen
Opfer der Gerechtigkeit.

Amen.[7]

## Besetzung, Musik und Beziehung zu Pergolesis Vorlage
Bachs Aufführungsmaterial enthält Stimmen für Singstimmen und Instrumente: Soprano, Alto, Violino Primo, Violino Primo Ripieno, Violino Secondo, Violino Secondo Ripieno, Viola, Violon, Cembalo, Organo. Es verlangt Sopran und Alt, zwei Solo-Violinen, zwei Ripieno-Violinstimmen (die mit den Solo-Violinen an zahlreichen Stellen divergieren und möglicherweise erst für eine Wiederaufführung ergänzt wurden), Viola, Violone, Violoncello (das die Violone-Stimme benutzt) und bezifferten Bass für Orgel. Eine zusätzliche Stimme für Cembalo dürfte von Johann Christoph Altnickol erst nach Bachs Tod ergänzt worden sein. Es ist unklar, ob entweder Cembalo oder Orgel spielen sollten, je nach Aufführungsort, oder ob sie gemeinsam vorgesehen waren, ebenfalls eine gängige Praxis der Zeit.
Bach schrieb Verzierungen und Melismen für die Singstimmen, um den deutschen Text ausdrucksvoller zu gestalten. Die Stimmungen beider Texte sind ähnlich, doch stellte Bach die beiden Sätze, die bei Pergolesi dem abschließenden Amen vorausgehen, an eine frühere Position, obwohl er dadurch die Tonartenfolge aufgeben musste.
Bachs Orchestrierung ist reicher als das Original. Während bei Pergolesi die Bratsche oft die Basslinie verdoppelt, gab ihr Bach eine unabhängige Stimme und erreichte dadurch die für seinen Stil typische Vierstimmigkeit.
Aufgrund der Versfolge des Psalmtextes musste Bach am Ende des Werks die Reihenfolge zweier Sätze vertauschen, indem er das B-Dur-Duett (Pergolesi Nr. 11/Bach Nr. 13) hinter das f-Moll-Duett (Pergolesi Nr. 12/Bach Nr. 12) verschob. In der Amen-Fuge folgt Bach zuerst Pergolesis Satz in f-Moll, doch wiederholt er danach die Musik in F-Dur.

### Aufführungstonart
In den vorhandenen Quellen sind die einzelnen Stimmen der Tonart nach nicht einheitlich notiert. Während das Particell – ebenso wie Pergolesis Vorlage – in der Ausgangstonart f-Moll notiert ist, stehen bei den Einzelstimmen nur die Singstimmen und die hohen Streicher in dieser Tonart, die Violone- und die Cembalo-Stimme dagegen in e-Moll, die Organo-Stimme sogar in d-Moll. Diese Konstellation deutet darauf hin, dass die Aufführungstonart am ehesten e-Moll (klingend) gewesen sein dürfte, wobei die Streicher (mit Ausnahme des Violone) ihre Instrumente auf den tiefen Kammerton, also einen Halbton tiefer einzustimmen hatten, während für eine Aufführung in e-Moll die Organo-Stimme wegen des abweichenden Orgeltons einen Ganzton tiefer notiert werden musste.

### Sätze
Die aus 20 Strophen bestehende Dichtung gliederte Bach (abweichend von Pergolesi) in 14 Sätze, wobei er Pergolesis zweiteiliges c-Moll-Duett (Nr. 5) in zwei eigenständige Sätze (Nr. 5 und 6) aufteilte und auch die abschließende Amen-Fuge als eigenen Satz (Nr. 14) zählte. Die folgende Tabelle beginnt mit der Satznummer, gefolgt von Textanfang und Strophennummer(n). In weiteren Spalten erscheinen die Stimmen (S = Sopran, A = Alt), die Satzbezeichnung, Tonart und Tempo, entsprechend der Carus-Ausgabe:
| No. | Text                               | Strophe | Stimmen | Bezeichnung       | Tonart | Tempo |
| --- | ---------------------------------- | ------- | ------- | ----------------- | ------ | ----- |
| 1   | Tilge, Höchster, meine Sünden      | 1       | S A     | Largo             | f-Moll | 4/4   |
| 2   | Ist mein Herz in Missetaten        | 2       | S       | Andante           | c-Moll | 3/8   |
| 3   | Missetaten, die mich drücken       | 3       | S A     | Larghetto         | g-Moll | 4/4   |
| 4   | Dich erzürnt mein Tun und Lassen   | 4       | A       | Andante           | Es-Dur | 2/4   |
| 5   | Wer wird seine Schuld verneinen    | 5, 6    | S A     | Largo             | c-Moll | 4/4   |
| 6   | Sieh! ich bin in Sünd empfangen    | 7       | S A     |                   | c-Moll | 6/8   |
| 7   | Sieh, du willst die Wahrheit haben | 8       | S       |                   | f-Moll | 4/4   |
| 8   | Wasche mich doch rein von Sünden   | 9       | A       |                   | c-Moll | 3/8   |
| 9   | Lass mich Freud und Wonne spüren   | 10      | S A     | Allabreve         | g-Moll | 2/2   |
| 10  | Schaue nicht auf meine Sünden      | 11–15   | S A     | Andante           | Es-Dur | 4/4   |
| 11  | Öffne Lippen, Mund und Seele       | 16      | A       | Adagio spirituoso | g-Moll | 4/4   |
| 12  | Denn du willst kein Opfer haben    | 17, 18  | S A     | Largo             | f-Moll | 4/4   |
| 13  | Lass dein Zion blühend dauern      | 19, 20  | S A     | Allegro (Vivace)  | B-Dur  | 4/4   |
| 14  | Amen.                              |         | S A     | Allabreve         | f-Moll | 2/2   |

## Ausgaben
Die Komposition geriet in Vergessenheit und wurde vermutlich erstmals 1946 in einem Brief des Organisten Karl Straube an Hans-Georg Gadamer wieder erwähnt. Aufgrund des Particells wurde 1962 eine Ausgabe im Hänssler Verlag veröffentlicht, die davon ausging, dass Bach das Werk mit Pergolesis originalen Stimmen musizierte. Später wurde Bachs Stimmensatz von Alfred Dürr gefunden und wissenschaftlich ausgewertet. Auf dieser Grundlage entstand eine von Diethard Hellmann herausgegebene kritische Ausgabe, die 1989 bei Hänssler erschien und später vom Carus-Verlag übernommen wurde.
Im Jahr 2000 wurde die Kantate von Andreas Glöckner im Rahmen der Neuen Bach-Ausgabe erneut herausgegeben.

## Einspielungen
Die folgende Übersicht enthält einige Einspielungen von Tilge, Höchster, meine Sünden:
- Ursula Buckel, Margrit Conrad, Bach-Chor und -Orchestra, Hellmann, Bach-Kantaten, Band 7 (1966)
- St. Florianer Sängerknaben (auch Solisten), Ars Antiqua Austria, Gunar Letzbor. J. S. Bach: Violin Concertos BWV 1041-1043; Psalm 51 BWV 1083 after Pergolesi’s Stabat Mater. Pan Classics, 1995.
- Monika Frimmer, Kai Wessel, Neue Hofkapelle München, Christian Brembeck. Bach & die Italiener. Christophorus, 1996.
- Maya Boog, Michael Chance, Balthasar-Neumann Ensemble, Thomas Hengelbrock. Scarlatti · Bach · Durante. Deutsche Harmonia Mundi, 1998.
- Christiane Oelze, Birgit Remmert, Gächinger Kantorei / Bach-Collegium Stuttgart, Helmuth Rilling. Edition Bachakademie Vol. 73. Hänssler, 1999.
- Marjon Strijk, Sytse Buwalda, Netherlands Bach Collegium, Pieter Jan Leusink. Bach Edition Vol. 17. Brilliant Classics, 2000.
- Karina Gauvin, Daniel Taylor, Les Violons du Roy, Bernard Labadie. Bach: Psaume 51 d’après le Stabat Mater de Pergolesi; Cantate BWV 82 "Ich habe genug". ATMA, 2004.
- Emma Kirkby, Daniel Taylor, Theatre of Early Music, Taylor. Stabat Mater. BIS, 2006.
- Carolyn Sampson, Robin Blaze, Bach Collegium Japan, Masaaki Suzuki. J. S. Bach: Secular Cantatas Vol. 6 (Trauerode). BIS-2181 SACD/CD, 2015
- Céline Scheen, Damien Guillon, Le Banquet Céleste, Guillon. J. S. Bach: Psalm 51 BWV 1083 (after Pergolesi’s Stabat Mater). Glossa, GCD 923701, 2016.